# 多伊扎湖
多伊扎湖（白俄羅斯語：Доўжа）是白俄羅斯的湖泊，位於波斯塔維以南7公里，由維捷布斯克州負責管轄，長4.89公里、寬0.42公里，面積1.04平方公里，集水區面積10.3平方公里，湖岸線長度12.24公里，平均水深5.16米，最大水深13.7米。